# Église Saint-Laurent d'Éclaron
L'église Saint-Laurent d'Éclaron est située à Éclaron-Braucourt-Sainte-Livière, en France.

## Localisation
L'église Saint-Laurent est l'église paroissiale du village d'Éclaron, sur la commune de Éclaron-Braucourt-Sainte-Livière.

## Histoire
L'église Saint-Laurent est construite en 1506, dans le style gothique flamboyant, pendant que René II de Lorraine était baron d'Éclaron.
L'église a été consacrée le dimanche 18 octobre 1627 par Monseigneur Henri Clausse évêque de Châlons-sur-Marne
En 1619, un porche occidental est ajouté. Il s'agit de la chapelle mortuaire de la famille de Comitin. Les portes latérales de cette chapelle sont murées en 1843 et remplacées par l'ouverture de la grande arcade actuelle.
Le clocher en bois est détruit le 25 avril 1811 par un incendie. Il est reconstruit en 1856-1857 par l'entreprise Pierre David, de Nomécourt, sur les plans de l'architecte de Wassy Jean-Baptiste Couvreux. La flèche, qui penchait, a été déposée en 1960, puis restaurée en 2005.
En juillet 1862, le sol en terre cuite est remplacé par un dallage en pierres de la carrière de la Chapelle-en-Blaisy.

## Protection
L'église fait l'objet d'un classement au titre des monuments historiques le 9 juillet 1909.

## Description

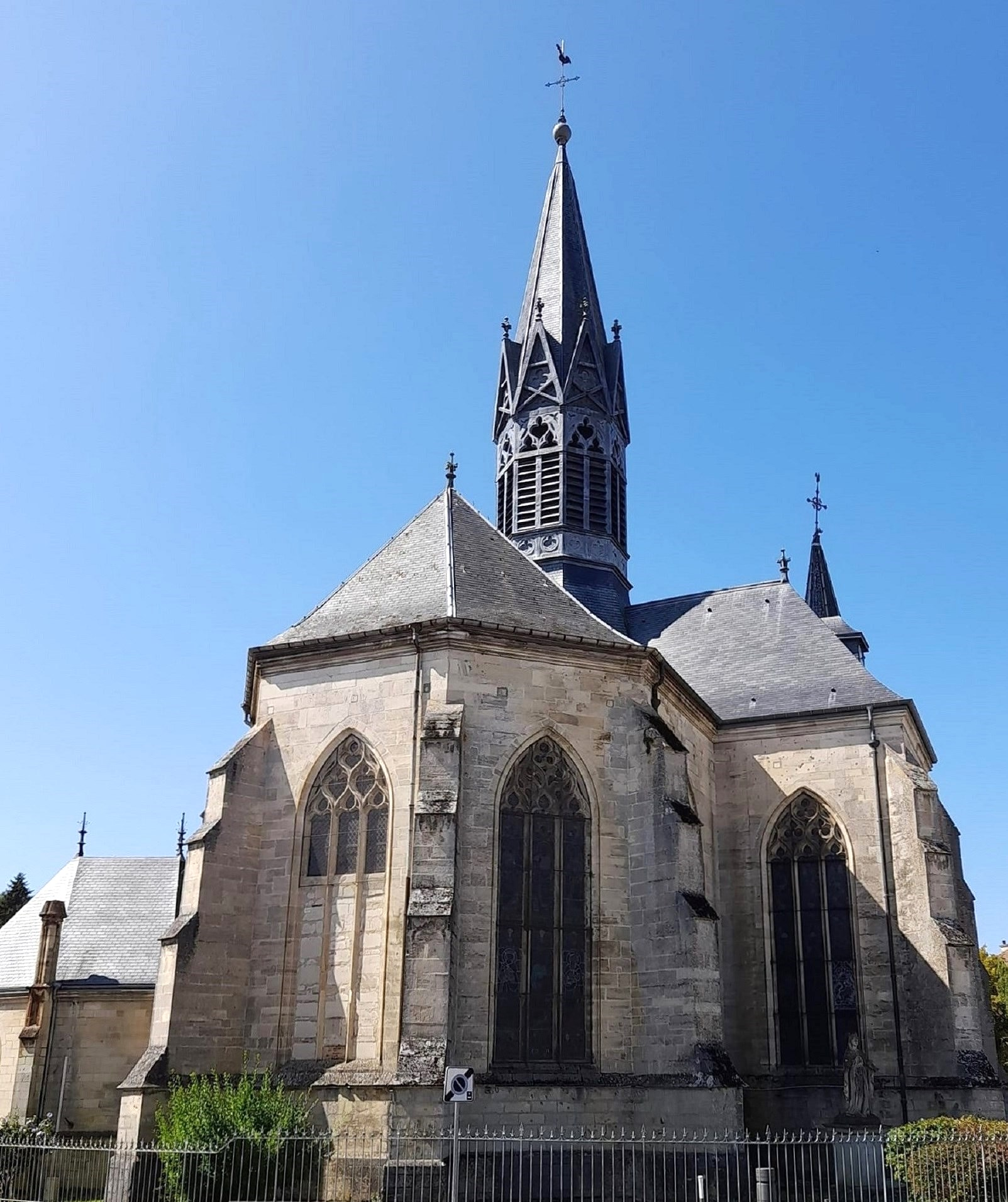
L'église Saint-Laurent

L'église est composée d'une nef à trois vaisseaux d'égale hauteur, de trois travées, d'un transept débordant et d'un chœur à chevet polygonal. Les vaisseaux de la nef sont séparés par des piliers circulaires. L'église est couverte de voûtes d'ogives à piles pénétrantes et clefs de voûte historiées : René II de Lorraine avait à l'origine son blason fixé aux trois clefs de voûte du transept, ses armes ont été enlevées en 1641 sur ordre de Richelieu en punition de la rébellion de Charles de Lorraine, héritier de la Maison de Lorraine et Due de Guise, contre Louis XIII. Actuellement, la clé du bras sud représente saint Laurent et celle du bras nord Jean Baptiste.
Le chevet polygonal est percé de cinq baies ogivales. Il s'ouvre sur la croisée du transept par deux piliers comportant des inscriptions funéraires.
La sacristie est située contre le chœur au sud, dans le décrochement des contreforts avec le transept.
Le clocher à haute flèche octogonale et abat-son ajourés est situé sur le transept. On y accède par un escalier à vis hors-œuvre.
Le porche de la façade occidentale est voûté d'ogives sur deux travées et comporte une clef de voûte armoriée aux armes des Comitin.
L'édifice est totalement couvert en ardoise.

## Mobilier

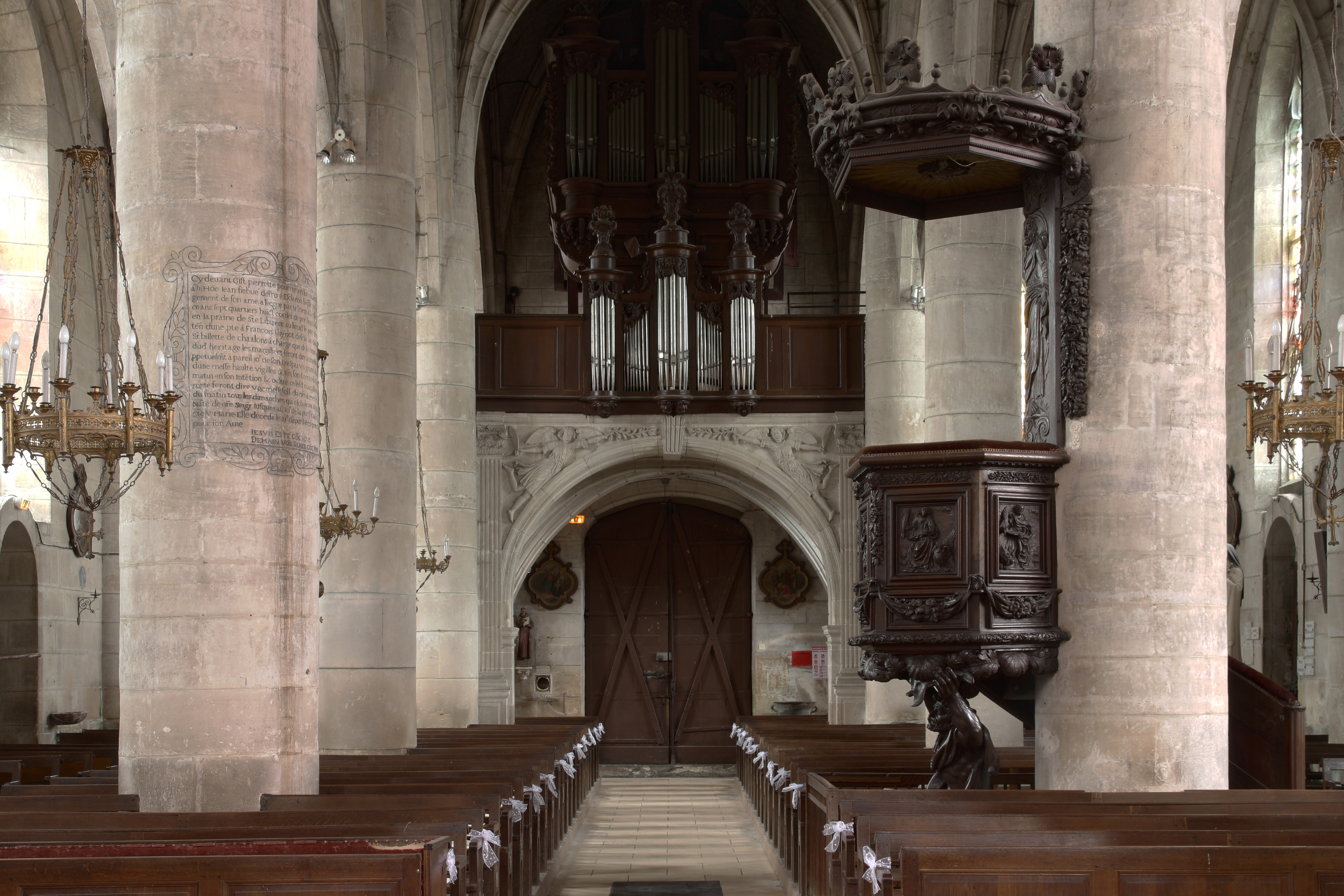
L'orgue et la chaire à prêcher.

Les vitraux du chœur datent du XIXe siècle.
Plusieurs éléments du mobilier de l'église font l'objet de protection au titre des monuments historiques.

### Orgue
L'orgue est situé sur une tribune en pierre de section carrée au revers de la façade occidentale. La tribune est ouverte sur les bas-côtés par deux arcades ogivales et soutenue par de larges piliers cylindriques, les écoinçons sont sculptés de figures en bas-relief.
L'orgue a été construit entre 1764 et 1769 par le facteur Jean Richard, de Troyes, pour  l'abbaye des Prémontrés de Jovilliers. Vendu comme bien national le 9 mai 1791 à la ville de Saint-Dizier pour l'église Notre-Dame, il est revendu à Éclaron pour l'église Saint-Laurent où il remplace le premier orgue installé en 1642 par Chrétien Dognon, facteur d'orgue de Nancy.
Il est composé d'une double boiserie avec deux hautes tourelles axiales, le décor est répartie entre les écoinçons à consolettes ornées et des claires-voies chantournées. Les statues sont remplacées par des pots-à-feu et une lyre. Dans la croire-voie du grand-orgue sont trois figures d'angelots, dans le positif des cous d'aigles affrontés. Il mesure 5 m de haut et 4,5 m de large. La partie instrumentale est en état de marche.
Le buffet d'orgue fait l'objet d'un classement monuments historiques au titre objet depuis le 15 septembre 1965.

### Fonts baptismaux
Les fonts baptismaux datent de 1614 ; la date est gravée dessus. Ils sont installés en 1614 alors qu'Edme Thomas est curé d'Éclaron.
Ils sont composés de deux assises de calcaire sculpté, la cuve à gordons est carrée, le bassin est en zinc ou en plombet le couvercle en cuivre jaune. Ils mesurent 1,075 m de hauteur sans le couvercle, et 0,87 m de côté.
Ils font l'objet d'un classement monuments historiques au titre objet depuis le 28 mars 1980.

### Bénitier
Le bénitier en fonte de fer peinte et dorée qui date de 1619 fait l'objet d'un classement monuments historiques au titre objet depuis le 15 septembre 1965.
Il est en forme de cloche renversée, avec des inscriptions. Il mesure 45,5 cm de hauteur et 60 cm de diamètre. Il a été offert par Guillaume Hurbal et Béatrice de Bonnard, son épouse.

### Chaire à prêcher
La chaire, située du côté nord du vaisseau central de la nef, contre le troisième pilier, date du XVIIe siècle. Elle fait l'objet d'un classement monuments historiques au titre objet depuis le 18 septembre 1908.
La cuve est décorée de panneaux sur lesquels sont sculptés les Évangélistes avec leurs symboles. La rampe de l'escalier est ornée de têtes d'anges, de corbeilles de fruits, le tout dans des encadrements de guirlandes de fruits et de fleurs. La cuve est comme soutenue par Samson, genou en terre et couvert d'une peau de bête. L'abat-voix est décoré de rinceaux et de têtes d'anges et en son centre d'une représentation du Christ prêchant. La chaire mesure 5 m de haut et 1,75 m de large, elle est en bon état.

### Poutre de gloire
La poutre de gloire datant du XVIIIe siècle, située dans l'arc triomphal, fait l'objet d'un classement monuments historiques au titre objet depuis le 15 septembre 1965. Le Christ en Croix, du XVIIe siècle, surmontait autrefois l'ancienne clôture de chœur,. Les pieds du Christ sont cloués côte à côte.

### Retable et maître-autel
Le retable et le maître-autel du XVIIIe siècle font l'objet d'un classement monuments historiques au titre objet depuis le 15 septembre 1965.
Le maître-autel est un autel-tombeau en marbres polychromes. Le retable est constitué de deux colonnes composites en marbre veiné noir à chapiteaux dorés encadrant un tableau représentant le martyre de saint Laurent daté de 1639. l'entablement porte l'inscription : « AUTEL PRIVILEGIE » en lettres dorées. Il est surmonté d'un dais en bois sculpté, peint et doré. Des statuettes dorées d'anges tenant des encensoirs sont placées latéralement au sommet du retable.
À la suite de la réforme liturgique concile de Vatican II, un nouveau maître-autel a été mis en place en 1990. La façade représente la Cène, elle a été réalisée par Claude Michel.